# .ipa
Pour les articles homonymes, voir IPA.
Un .ipa (iOS App Store Package) est un fichier d'archive qui stocke une application iOS/iPadOS. Chaque fichier .ipa comprend un binaire qui ne peut être installé que sur un appareil iOS, iPadOS ou MacOS basé sur ARM. Les fichiers portant cette extension peuvent être changé par l'extension .zip et être décompressés. La plupart de ces fichiers ne peuvent pas être installés sur l'émulateur iPhone car ils ne contiennent pas de binaire pour l'architecture x86, mais seulement un binaire pour l'architecture ARM.
C'est un format utilisé de facto par Apple et il n'existe aucune spécification à ce sujet. Une forme de gestion des droits numériques existe dans ce format pour contrôler la distribution vers un seul identifiant Apple.